# Kate Bradbury Griffith
Kate Bradbury Griffith alias Kate Griffith (née Bradbury ; 26 août 1854 - 2 mars 1902) est une égyptologue britannique qui aide au développement précoce de la Société d'exploration de l'Égypte et du département d'égyptologie de l'University College de Londres (UCL). Elle est née à Ashton-under-Lyne, près de Manchester, au Royaume-Uni, d'Elizabeth Ann Tomlins et de l'homme d'affaires Charles Timothy Bradbury.

## Carrière en égyptologie
Kate Bradbury est parmi les premiers soutiens de la Société d'exploration de l'Égypte (EEF), fondée en 1882 pour soutenir les fouilles britanniques en Égypte. Son amie, la journaliste et voyageuse Amelia Edwards, est membre fondatrice de l'EEF. Kate Bradbury rencontre Amelia Edwards à la fin de 1887 ou au début de 1888, et Bradbury a 20 ans de moins qu'Edwards. En mai 1888, elle séjourne régulièrement avec Edwards et sa compagne Ellen Braysher dans leur maison, The Larches. Alors qu'Ellen tombe malade, Kate assume davantage le rôle de compagnon et de confidente d'Edwards. De 1888 à 1892, elle vit avec Edwards presque à plein temps. Celle-ci la forme à l'administration quotidienne de l'Egypt Exploration Fund et à être sa propre secrétaire personnelle.
Elle est membre du Comité et l'une des secrétaires locales du Fonds, aidant à recueillir des souscriptions en Grande-Bretagne au nom du Fonds.
À la mort d'Edwards en 1892, Bradbury devient son exécutrice testamentaire. Dans son testament, Edwards donne sa collection d'antiquités égyptiennes à l'University College de Londres. Elle a également financé la création du poste de la Chaire Edwards d'archéologie égyptienne et de philologie. L'archéologue William Matthew Flinders Petrie en est le premier titulaire. Ancien élève de Petrie, Francis Llewellyn Griffith vient à l'UCL pour enseigner la langue égyptienne ancienne.
Kate Bradbury continue à contribuer à l'égyptologie. Elle fournit des vitrines supplémentaires pour abriter la collection Edwards à l'UCL et coordonne le déballage des antiquités et leur placement dans les vitrines. Elle collabore avec Griffith dans les traductions de textes égyptiens anciens, qui sont publiés dans l'ouvrage en plusieurs volumes A Library of the World's Great Literature (Vol 9, 1896). Elle traduit également La doctrine égyptienne de l'immortalité (1895) et La religion des anciens Égyptiens (1897) du Dr Alfred Wiedemann en anglais depuis l'allemand,.
Bradbury Griffith aide Norman de Garis Davies à devenir copiste sur les fouilles de Petrie à Dendérah pour la saison 1897-1898.

## Voyage aux États-Unis
En 1890, Bradbury accompagne Edwards lors d'une tournée de conférences en Amérique, où Edwards fait la promotion et la collecte de fonds pour l'EEF. La tournée américaine débute avec la première conférence d'Edwards le 7 novembre 1889 au Brooklyn Institute (qui devient le Brooklyn Museum). Il se termine le 28 mars 1890 dans le New Jersey avec la conférence finale d'Edwards. Les deux femmes repartent le lendemain sur l'Etruria.

## Vie privée
Kate Bradbury épouse Francis Griffith en 1896, avec la bénédiction peu convaincue de Petrie. Ils collaborent à de nombreux travaux ensemble pendant les 6 années suivantes. Les Griffith vivent ensemble dans la maison du père de Kate, près de Manchester. Griffith est nommé au poste de professeur honoraire d'égyptologie à l'Université de Manchester. Cependant, Bradbury-Griffith poursuit sa relation avec l'UCL, fournissant un financement à la bibliothèque Edwards, qui détient une collection croissante de livres d'égyptologie. Elle est décédée en mars 1902.